# Americanos Unidos por la Separación Iglesia-Estado
La Asociación Americans United for Separation of Church and State (Americans United o AU) aboga por la Separación Iglesia-Estado, doctrina legal establecida en la Cláusula de Establecimiento de la Primera Enmienda de la Constitución de los Estados Unidos. Tiene su sede central en Washington D. C.

## Misión y organización
El principio rector de AU es que todos los americanos tienen el mismo derecho constitucional a practicar la religión que decidan o no participar en ninguna de ellas, tal y como dicta la conciencia individual y el gobierno está obligado a ser neutral en materia de religión
¿Donde se encuentra la Separación iglesia-estado en la Constitución? Tal y como aparece en el FAQ de su página web, el requerimiento de neutralidad hace desaparecer la autoridad del gobierno en relación con la práctica religiosa y protege a cada uno de los ciudadanos en su derecho a expresar sus creencias personales.
"Requiring neutrality removes the authority of government from religious practice and protects each citizen's right to express his or her personal beliefs